# Маркъм
 Тази статия е за града в Канада.  За американския журналист вижте Рубен Маркъм.  
Маркъм (на английски: Markham) е град в Онтарио, Канада. Населението му е 328 966 жители (по данни от 2016 г.), а площта 212,47 кв. км. Районът е заселен през 1794 г., получава статут на село през 1872 г., на градче през 1972 г., а на град през 2012 г. Намира се в часова зона UTC−5 на 200 м н.в.

## Побратимени градове
- Кэри, САЩ
- Ньордлинген, Германия
- Пэрленд, САЩ
- Хуаду, Китай
- Ухан, Китай
- Лас-Пиньяс, Филипини